# 金君玉英雄艦
金君玉英雄艦（キム・クンオクえいゆうかん、朝鮮語: 김군옥영웅、艦番号SSB-841）は、朝鮮人民軍海軍の通常動力型潜水艦。北朝鮮海軍は艦種を「戦術核攻撃潜水艦」としている。

## 設計
本艦は北朝鮮海軍の保有しているロメオ型潜水艦に大規模な改装を施したものと推定されている。具体的な改装点として、以下があげられる。
- 艦橋後部に膨らんだ箇所が増設され、そこにVLS10基が搭載されている。
- ステルス性を意識したシュノーケールが設置された。
- 艦首形状を球状に変更。
- 艦首にあった潜舵が撤去され、代わって艦橋部に潜舵が設置された。

一方で、艦尾形状など、ロメオ型より変更されていない点も多い。

## 艦歴
2023年9月6日に進水。同年9月8日に艦名が「金君玉英雄艦」であると発表された。東海艦隊に配属されるとみられる。
なお、艦名の由来は朝鮮戦争中の1950年7月2日に発生した注文津港海戦にてアメリカ海軍の重巡洋艦「ボルチモア」を「撃沈」したという魚雷艇第21号の指揮官、金君玉にちなむ。しかし、実際にはボルチモアは朝鮮戦争には従軍しておらず、また他のアメリカ海軍艦艇に同様な被害もなく、このボルチモア「撃沈」は誤認および捏造である。
2024年8月、北朝鮮は国際海事機関（IMO）に13隻の潜水艦を登録。その中には新浦C級潜水艦、金君玉英雄艦が含まれていたが、同年中に登録は取り消されている。